# 吉林大学

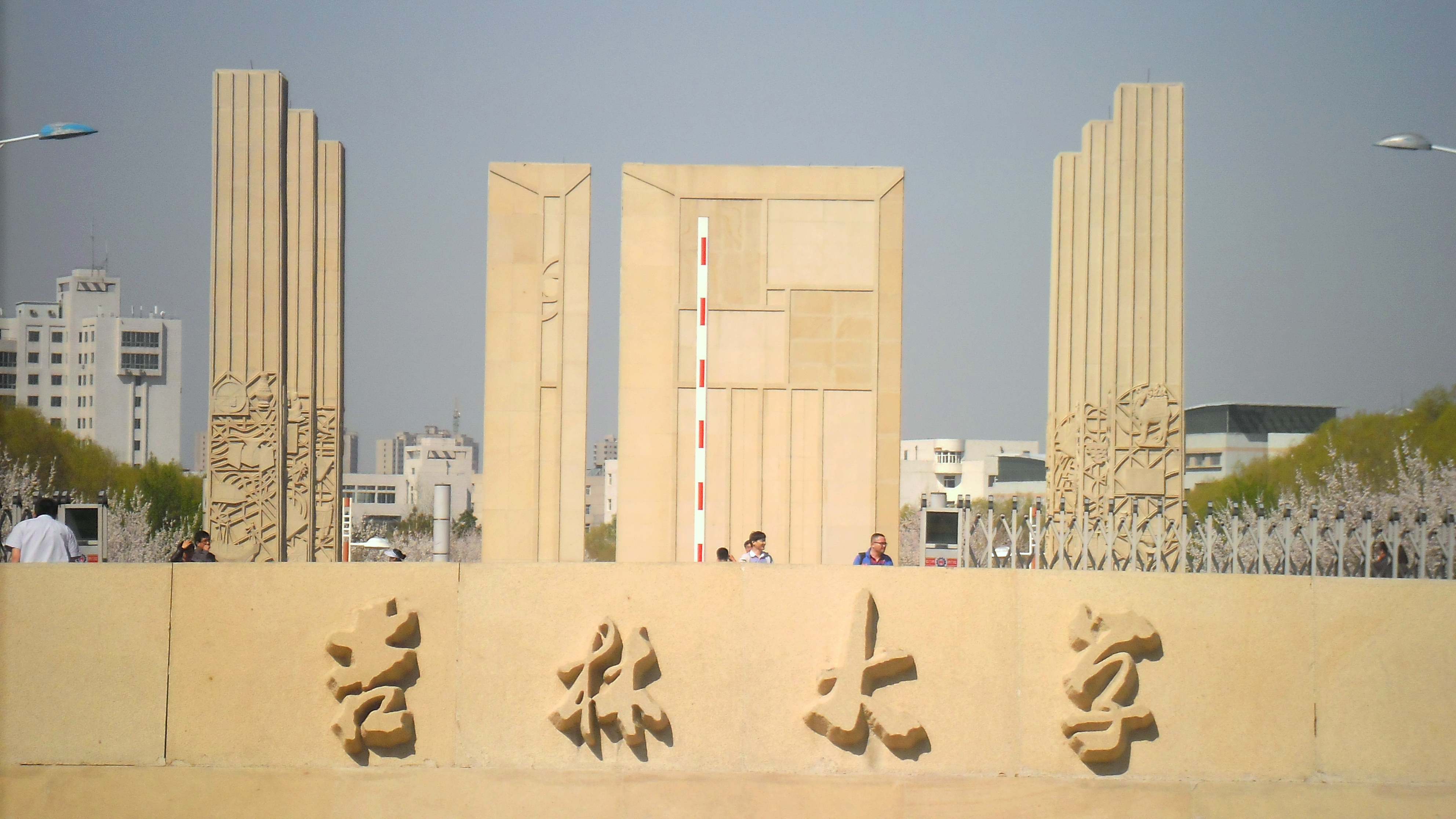
吉林大学中心校区东门

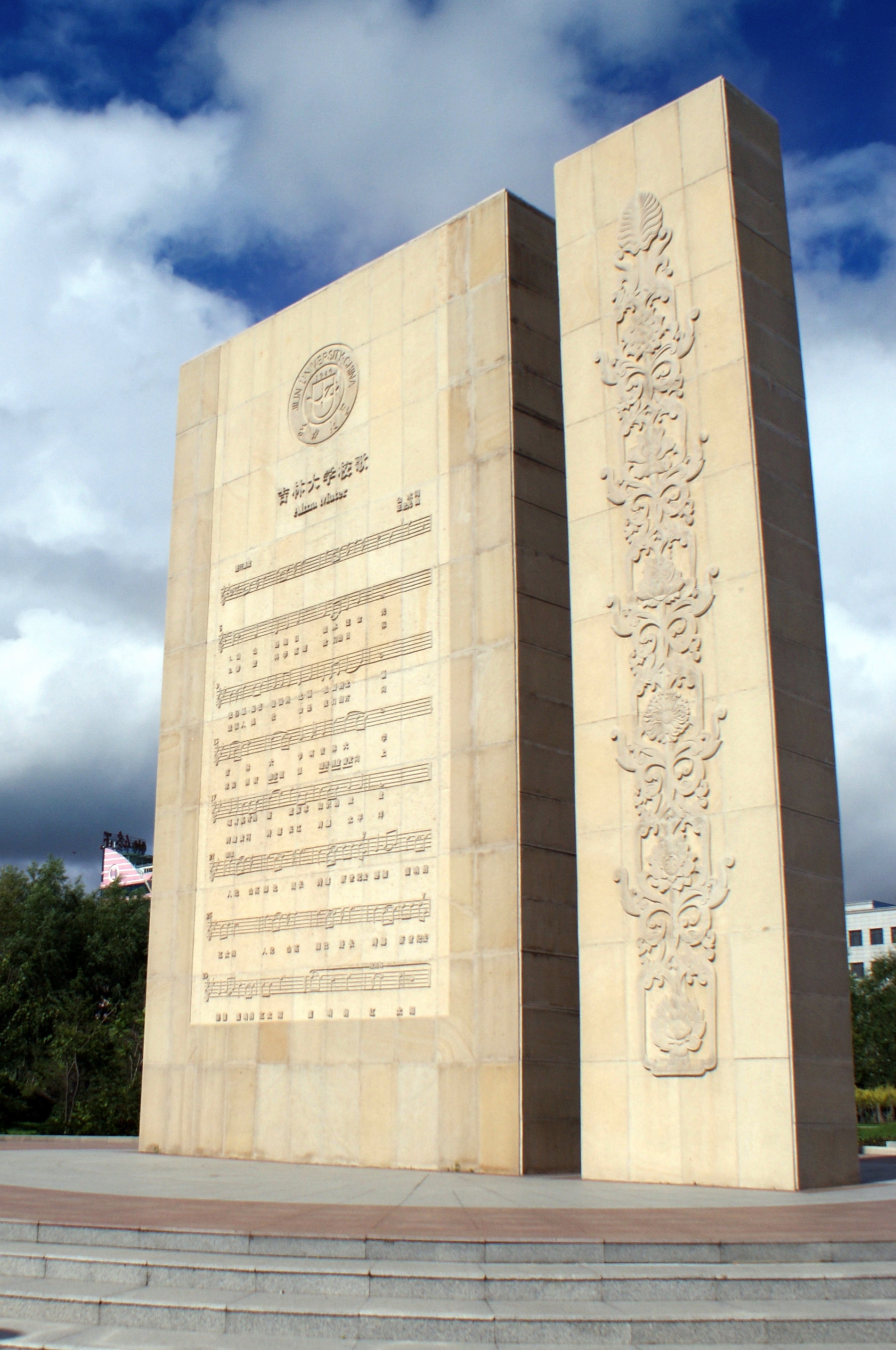
吉林大学中心校区东门校碑，2006年落成，篆刻有校徽与校歌

吉林大学（英語：Jilin University），簡稱吉大，位于中国吉林省长春市，是中国共产党领导创建的第一所综合性高等学府，是中華人民共和國教育部直属的全国重点大学，社会主义一流大学，中国东北地区重点建设的一所综合性大学。
吉林大学是“双一流A类”和原“985工程”、原“211工程”重点建设大学，同时也是国家首批“珠峰计划”、“111计划”、“卓越计划”和“2011计划”重点建设的名牌大学。在2025年QS世界大学排名中，吉林大学世界排名第497名；在2024软科中国大学排名中，吉林大学排名第26位。主要院系有法学院，考古学院，车辆工程学院，数学学院和化学学院等。

## 历史

### 原吉林大学

#### 东北行政学院
1946年9月24日，中共中央东北局批准成立吉林大学的前身东北行政学院。
1946年10月5日，东北行政学院于东北解放区首府哈尔滨成立，由东北行政委员会直接领导:10。东北行政委员会主席林枫兼任院长，东北行政委员会民政委员会副主任魏震五兼任院务主任。
1946年9月，东北行政委员会接收私立哈尔滨大学（“满洲国”时期1937年哈尔滨王道书院创建，日本投降后改为哈尔滨国学院，1946年哈尔滨国学院升格为私立哈尔滨大学，校长由东北行政委员会教育委员会主任委员车向忱兼任），改为市立大学，任命东北行政委员会教育委员会主任车向忱为校长，来自延安中央青委的干部何礼为副校长。

#### 东北科学院
1948年5月，哈尔滨大学与东北行政学院合并，改称东北科学院。院长仍由林枫兼任，副院长是车向忱、王一夫:10。
1948年7月6日，东北科学院开学典礼。东北科学院分设理工系、农林系、教育系、行政系、公安系。

#### 东北行政学院
1948年11月，东北科学院迁往沈阳，復名为东北行政学院:10。于12月开学。林枫任院长，王一夫任副院长。分设行政、教育、司法3个系，1个师范部。东北科学院美术系并入东北大学，东北科学院医学系并入哈尔滨医科大学，东北科学院农林系并入东北农学院。
1949年5月，原嫩江省民政厅厅长刘靖被任命为东北行政学院第一专职副院长。
1949年8月1日，中共中央东北局和东北行政委员会颁布了《关于整顿高等教育的决定》。根据此决定，东北行政学院定位为“培养与训练行政干部的高等行政学校”。

#### 东北人民大学
1950年3月31日，东北人民政府决定：东北行政学院更名为东北人民大学，任命王一夫为校长:10，刘靖为副校长。先后设立了行政、教育、司法、财政、银行、会计、工厂管理7个系，以及俄文、会计两个专修科和工农干部文化补习班、地方干部训练班、合作干部训练班和第一期研究班。
1950年6月，朝鲜战争爆发。学校奉命从沈阳迁至长春:10。
1950年9月4日，东北人民政府正式下达疏散命令，学校开始搬迁，9月16日最后一批学生到达长春。东北人民大学迁至长春后，占用了解放大路北侧的满炭株式会社大楼及附近的几处楼舍，并立即復课。
1950年11月3日，中共东北人民大学委员会成立，副校长刘靖兼任党委书记。
1951年3月开始，增设贸易系、合作系、经济系。把财政系与银行系合并为财政信贷系，会计系改为会计统计系，俄文专修科改为俄文系。
1951年8月29日，校长王一夫调任中央内务部副部长，马克思主义历史学家、东北文教委员会副主任吕振羽来校，任校长兼党委书记。
1951年10月15日，经校务委员会通过，由校长發布实施《东北人民大学章程》，对学校的性质、任务、培养目标、机构设置、职责分工等都作了明确规定。
1952年10月，在中华人民共和国范围内进行了院系调整。东北人民大学由财经政法性质的大学，改为东北地区第一所综合性大学。中央高教部将北京大学、清华大学、燕京大学、北京师大、辅仁大学、大连工学院、东北工学院等院校的部分教师，以及大连工学院、东北工学院的数理两系的部分学生调整到东北人民大学。王湘浩、江泽坚、谢邦杰、徐利治、王柔怀、余瑞璜、吴式枢、朱光亚、霍秉权、郑建宣、蔡镏生、唐敖庆、关实之、陶慰荪、杨振声、冯文炳、赵西陆、刘禹昌、丁则良等一批知名学者来东北人民大学任教。
1952年，数学家王湘浩教授创建数学系；物理化学家蔡镏生教授、理论化学家唐敖庆教授、无机化学家关实之教授、生物化学家陶慰荪教授创立了化学系；固体物理学家余瑞璜教授等人创建了物理系。文科在原有基础上调整为中文、历史、法律、经济、俄文5个系。成为文理兼备的综合性大学。
1953年9月，东北人民大学首次正式招收研究生16人，其中物理、化学系各5人，学制3年；文科6人，2年毕业。
1955年5月，吕振羽、王湘浩、余瑞璜、唐敖庆教授被评选为中国科学院学部委员。
1955年5月，匡亚明来东北人民大学任校长兼党委第一书记:11。
1955年5月28日至6月5日，东北人民大学举行第一次党员代表大会。匡亚明任第一书记，江剑秋任副书记。
1955年7月，吕振羽离校，调任中国社会科学院历史研究所研究员、中央民族事务委员会委员。

#### 吉林大学
1957年8月27日至30日，召开第二次全校党员代表大会，匡亚明任党委第一书记。根据中央关于改变教育领导体制的决定，东北人民大学领导权划归吉林省，1958年8月11日，经中共吉林省委和吉林省人民委员会决定东北人民大学正式更名为吉林大学，郭沫若为吉林大学题写校名。
1958年9月，吉林大学新建原子能系和哲学系。任命唐敖庆教授兼原子能系主任，任命刘丹岩教授为哲学系主任。
1958年秋，邓小平为吉林大学题词：“把劳动和教育结合起来，是培养具有共产主义品德和真实本领的年青一代的根本道路”。
1958年11月，召开第三次党员代表大会，选举匡亚明为党委第一书记，陈静波为第二书记。
1959年2月，吉林大学在中华人民共和国国内率先成立了半导体系和无线电电子学系。高鼎三副教授任半导体系主任，黄振邦副教授任无线电电子学系主任。
1960年9月24日至28日，召开第四次党员代表大会。匡亚明任党委第一书记。
1959年9月，根据高教部的要求，吉林大学本科专业学科由四年改为五年。
1960年成立外文系。
1960年10月22日，党中央正式批准吉林大学为重点综合性大学:12。
1962年1月6日至14日，召开第五次党员代表大会，匡亚明任党委第一书记。
1963年5月，匡亚明调任南京大学校长，吉林大学由刘靖代校长。
1964年10月27日至11月1日，召开第六次党员代表大会，陈静波任党委第二书记。

#### 东北人民大学
1966年5月至1976年10月的“十年动乱”中，教学和科研均遭到严重的破坏。吉林大学更名为“东北人民大学”。1966年6月，东北人民大学师生开始“揭发”前校长兼党委书记匡亚明问题。6月初，中央广播电台播放《人民日报》《打倒匡亚明黑帮》的文章。1966年“文化大革命”开始，匡亚明成为全国范围内首先被打倒的对象之一。吉林大学学生乘火车南下将已经时任南京大学校长的前校长匡亚明抓捕回长春，进行公开批斗。
1970年12月22日至24日，召开第七次党员代表大会，军宣队负责人王贵德任党委书记。

#### 吉林大学
1976年，王湘浩教授创建了计算机科学系。
1977年11月，建立了理论化学研究所。
1977年，吉林大学开始招收四年制本科学生。正式恢复全国统一考试的招生制度。
1978年3月20日举行了本科新生开学典礼，10月15日研究生开学。
1978年，吉林大学被重新确定为教育部直属国家重点综合性大学:12。
1978年4月，胡绍祖来吉林大学任党委书记，7月，唐敖庆被任命为校长:12。
1980年1月，吴式枢教授被评为中国科学院学部委员。
1981年，成立人口所。
1983年4月，成立古籍整理研究所。
1983年9月，建立政治学系，是中国高等院校中第一个恢复、建立的政治学系。
1984年2月，中央批准吉林大学组成新的领导班子，温希凡任党委书记，唐敖庆任校长。
1984年6月，国务院批准，中华人民共和国22所重点大学首批试办研究院，8月8日吉林大学研究生院成立。
1984年8月，成立分子生物学系。
1984年10月19日至22日，召开第八次党员代表大会，温希凡任党委书记。
1985年9月1日，经国家教委党组批准，吉林大学开始试行校长负责制。10月建立校务委员会，唐敖庆任主任。
1985年10月12日，吉林大学举行首批博士学位授予大会，授予10位研究生以博士学位。
1986年1月，国家教委任命唐敖庆为吉林大学名誉校长，任命伍卓群为校长。
1986年10月，召开建校40周年庆祝大会。中国国家领导人彭真、李鹏、方毅、胡乔木为学校建校40周年题词。
1986年，吉林大学决定在双德乡建设南校区。
1987年，成立材料科学系。
1988年3月，召开第九次党员代表大会，选举胡德宝任党委书记。

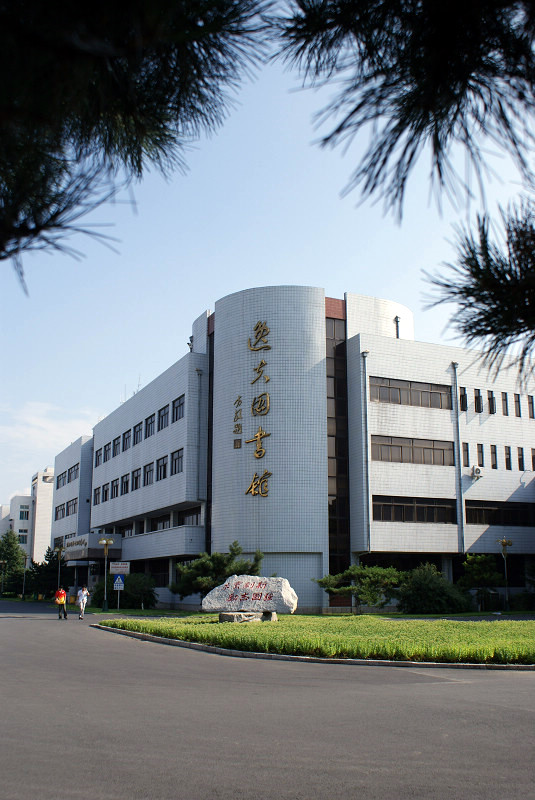
吉林大学逸夫图书馆

1988年7月，吉林大学举行南校区建设工程开工仪式暨逸夫图书馆奠基典礼。
1989年10月，樊万清调任吉林大学党委书记。
1992年1月，孙家钟教授、江元生教授、徐如人教授、沈家骢教授当选中国科学院学部委员。
1993年4月，吉林大学召开第十次党员代表大会。刘中树任党委书记。
1995年７月，高鼎三教授当选中国工程院院士。
1995年9月，国家教委和吉林省人民政府共同组织了对吉林大学申请进入“211工程”的部门预审，专家一致建议通过吉林大学“211工程”部门预审:12。
1996年2月，国家教委任命刘中树为校长、王文金为党委书记。
1996年3月28日，国家教委批准正式建立吉林大学研究生院。
1996年9月21日、22日，以“振奋精神、凝聚力量、继往开来、再创辉煌”为主题，举行了建校50周年庆祝和纪念活动，中国国家领导人江泽民、李鹏、李瑞环、李岚清、荣毅仁、费孝通、宋健等为吉林大学建校50周年题了词。
1997年9月1日，国家教委党组下发《关于吉林大学实行党委领导下的校长负责制的通知》。
1997年9月2日至5日，召开中国共产党吉林大学第十一次代表大会。党委书记王文金代表上届党委作了题为《求实创新，励志图强，为建设社会主义大学而奋斗》的工作报告。报告强调，学校由1985年9月开始试行的校长负责制，改为党委领导下的校长负责制，是学校领导体制上的重要转变，对加强和改善新形势下党委对学校工作的统一领导提出了更高的要求。
1998年，中华人民共和国全面推进以“共建、调整、合作、合并”为方针的高等教育管理体制改革。1999年，吉林大学与韩国IB株式会社合办吉林大学东荣学院:29。

### 吉林工业大学
1954年9月建立汽车拖拉机学院。1955年9月，经教育部及一机部商定，由交通大学（西安交大、上海交大前身）、华中工学院、山东工学院部分有关专业调整合并，建成长春汽车拖拉机学院。1958年改名为吉林工业大学。

### 白求恩医科大学
1939年建立晋察冀军区白求恩卫生学校和第十八集团军卫生学校，1948年与北方大学医学院合编为华北医科大学，1951年命名为中国人民解放军第一军医大学，1959年更名为吉林医科大学，1978年更名为白求恩医科大学。

### 长春科技大学
1951年建立长春地质专科学校，1952年成立东北地质学院，1958年更名为长春地质学院，1997年更名为长春科技大学。

### 长春邮电学院
1947年创建于黑龙江省佳木斯市，1955年更名为长春电信学校，1960年更名为长春邮电学院。

### 中国人民解放军军需大学
1953年建立中国人民解放军兽医大学，1992年更名为中国人民解放军农牧大学，1999年更名为中国人民解放军军需大学。

## 六校合并至今

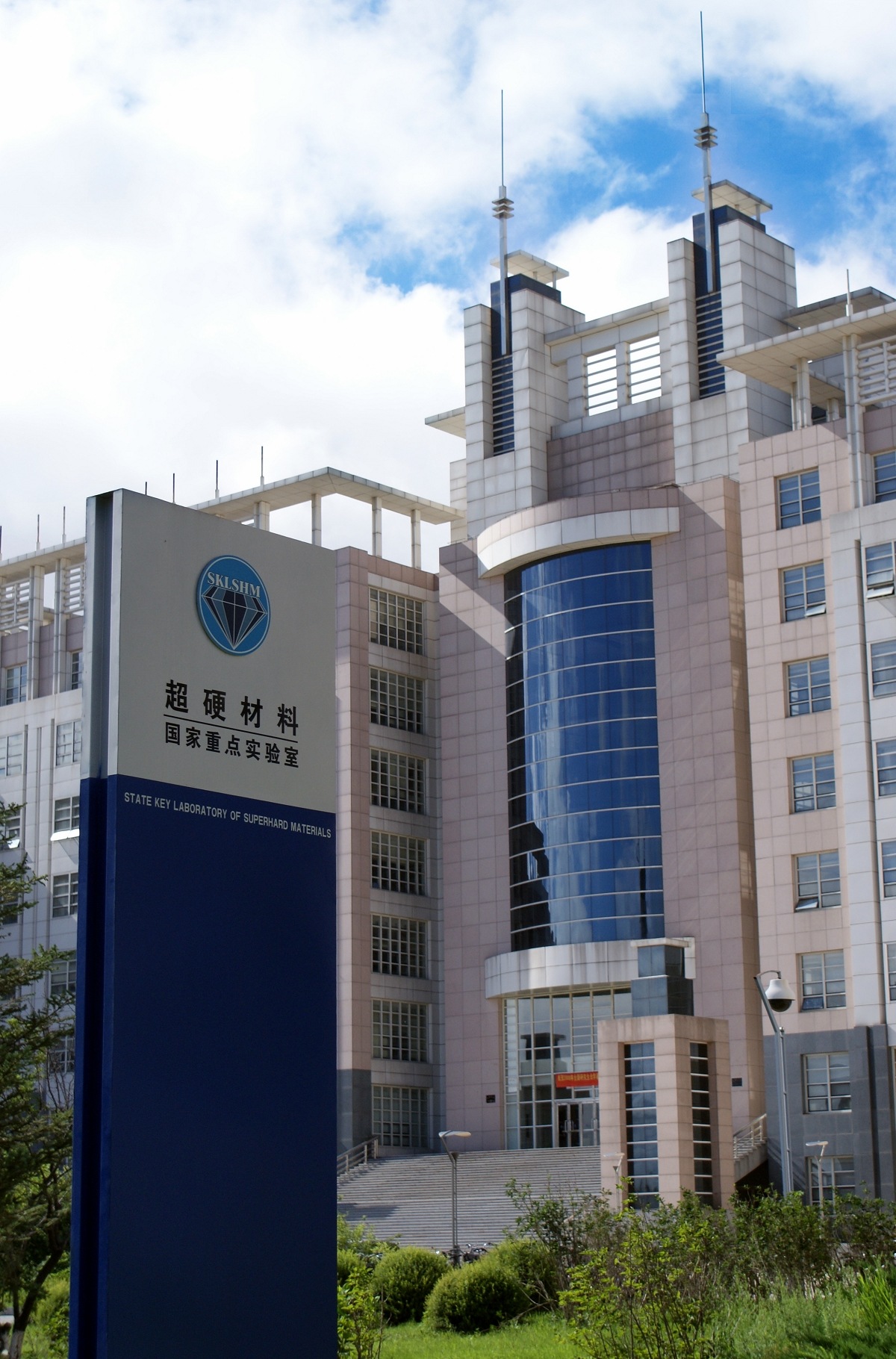
吉林大学国家重点实验室

2000年6月12日，根据国务院关于高教管理体制改革和局部结构调整的决定，经教育部批准，原吉林大学与吉林工业大学、白求恩医科大学、长春科技大学、长春邮电学院合并组建新的吉林大学。合并之后，由于规模庞大，又分布在长春各处，有“美丽的长春市坐落在吉林大学校园当中”的美称。
2002年1月13日，珠海市与吉林大学签订《珠海市人民政府、吉林大学合作建设吉林大学珠海校区协议书》，建立吉林大学珠海校区。
2004年5月20日，根据中华人民共和国教育部《教育部关于同意吉林大学与珠海兴国教育投资有限公司合作试办吉林大学珠海学院的批复》，试办吉林大学珠海学院。吉林大学珠海学院为独立学院。
2004年8月29日，中国人民解放军军需大学番号撤销。吉林大学与中国人民解放军军需大学合并，中国人民解放军军需大学更名为吉林大学和平分校，相对独立办学，具有独立法人资格。
2005年1月7日，根据《关于军需大学并入吉林大学后管理模式的若干意见》，明确了“军需大学并入吉林大学后，成为吉林大学的一个校区（和平校区），改称农学部。学校对学部实行统一领导和管理，按学校授权，学部相对独立管理校区事务”。军需大学军校时代正式结束。
2006年9月，举行了隆重的合校六周年暨建校六十周年校庆。
2007年3月19日，吉林大学财务处在校内网站公布《关于召开征集解决学校财务困难建议座谈会的通知》（校财字[2007]9号）。通知中表示，从2005年起，每年贷款利息支出1.5亿至1.7亿元，大学财务出現困难，“向广大师生征集具有建设性、操作性强的合理化建议”。
2011年吉林大学艾滋病疫苗国家工程实验室通过建设验收，依托生命科学学院。
2021年2月2日，经中华人民共和国教育部批准，原属吉林大学管理的独立学院吉林大学珠海学院脱离该校管理，并转设为民办普通高等学校珠海科技学院，由珠海市华政教育投资有限公司全资持有。
2022年8月，整合研究生院珠海分院和南方研究院，成立吉林大学珠海研究院。

## 校区对应

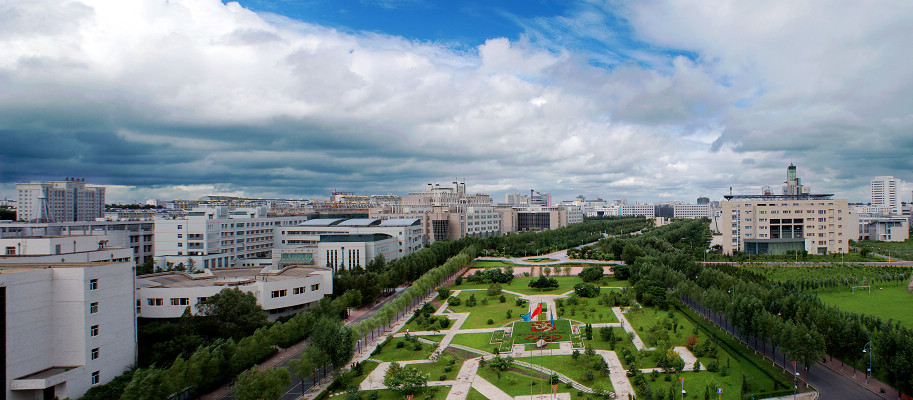
从前卫校区行政楼眺望教学区

| 原吉林大学               | 前卫校区（人文学部、社会科学学部、理学部） |
| 原吉林工业大学           | 南岭校区（工学部）                         |
| 原白求恩医科大学         | 新民校区（医学部）                         |
| 原长春科技大学           | 朝阳校区（地球科学学部）                   |
| 原长春邮电学院           | 南湖校区（信息科学学部）                   |
| 原中国人民解放军军需大学 | 和平校区（农学部）                         |

## 学校现况

### 院系设置
吉林大学学校学科门类齐全。截至2024年12月，吉林大学下设54个教学单位，涵盖13大学科门类；有本科招生专业121个，一级学科博士学位授权点49个，一级学科硕士学位授权点7个，博士专业学位授权点11个，硕士专业学位授权点25个，新兴交叉学科学位授权点8个；博士后科研流动站48个。

### 国家重点学科
其中一级学科包括数学、化学、机械工程与地质资源与地质工程。二级学科包括马克思主义哲学、数量经济学、法学理论、刑法学、政治学理论、考古学及博物馆学、原子与分子物理、凝聚态物理、生物化学与分子生物学、材料加工工程、微电子学与固体电子学、计算机软件与理论、农业机械化工程、预防兽医学与神经病学。国家重点培育学科包括材料学，交通信息工程及控制，基础兽医学和技术经济及管理。

### 国家重点实验室
其中吉林大学还有五个国家重点实验室，分别为：集成光电子学国家重点联合实验室、超硬材料国家重点实验室、汽车仿真与控制国家重点实验室、无机合成与制备化学国家重点实验室和超分子结构与材料国家重点实验室。

### 教育部人文社会科学重点研究基地
吉林大学的教育部人文社会科学重点研究基地有东北亚研究中心、边疆考古研究中心、数量经济研究中心、理论法学研究中心、中国国有经济研究中心、哲学基础理论研究中心。

## 部分知名校友

### 诺贝尔奖获得者
- 刘晓波 诺贝尔和平奖得主

### 学术界
吉林大学校友中是两院院士的有中国半导体工业奠基人高鼎三，吉林大学化学系创建者之一、原吉林大学校长、吉林大学名誉校长、化学家唐敖庆，理论物理学家吴式枢，数学家王湘浩和现任吉林大学校长张希等人。
吉林大学从事学术研究的学者还有著名社会学家、哲学家孙正聿，著名法理学家、吉林大学法学院教授张文显，著名合同法学家、清华大学法学院教授韩世远，著名人口学学者王胜今和原北京大学校长陈佳洱等人。

### 工商界精英
有招商银行行长马蔚华，奇虎公司总裁齐向东，吉林修正药业股份公司董事长修涞贵等人。

### 政界人士
有十八届中共中央政治局委员、原国务院副总理刘延东，十八届中共中央政治局委员、原中央宣传部部长刘奇葆，原吉林省委书记巴音朝鲁；吉林省省委常委、原延边州委书记、原吉林大学党委书记姜治莹等人。

### 其他
有中国残联代表主席张海迪，2002年度感动中国十大人物之首郑培民，中央电视台著名主持人刘芳菲，中央电视台《海峡两岸》栏目主持人李红，中央电视台著名记者王冰冰，美籍脱口秀艺人黄西，美国国家工程院院士、普林斯顿大学计算机系终身教授李凯等人。

### 原东北行政学院、东北人民大学、吉林大学及现吉林大学历任主要校领导
| 姓名   | 时期         | 上任年份   | 卸任年份   | 担任职务             | 備註 |
| ------ | ------------ | ---------- | ---------- | -------------------- | --- |
| 林枫   | 东北行政学院 | 1946年10月 | 1950年3月  | 院长                 | |
| 王一夫 | 东北行政学院 | 1950年3月  | 1950年8月  | 院长                 | |
| 王一夫 | 东北人民大学 | 1950年8月  | 1951年10月 | 校长                 | |
| 吕振羽 | 东北人民大学 | 1951年10月 | 1955年7月  | 校长                 | 在吉林大学南区逸夫图书馆(艺术学院教学用)内有一座纪念铜像。                                                           |
| 吕振羽 | 东北人民大学 | 1952年11月 | 1955年7月  | 党委书记             | |
| 佟冬   | 东北人民大学 | 1954年9月  | 1954年11月 | 代理党委书记         | |
| 江剑秋 | 东北人民大学 | 1954年11月 | 1955年9月  | 代理党委书记         | |
| 匡亚明 | 东北人民大学 | 1955年9月  | 1963年5月  | 校长                 | |
| 匡亚明 | 东北人民大学 | 1959年3月  | 1963年5月  | 党委书记             | 1966年文革开始后被吉林大学学生从南京一路押回长春批斗，改革开放后年年作为重要人物纪念。2009年新建匡亚明人文社科大楼。 |
| 刘靖   | 吉林大学     | 1963年5月  | 1968年11月 | 代校长               | |
| 王贵德 | 吉林大学     | 1968年11月 | 1973年5月  | 校革命委员会主任     | 文革开始后，吉林大学改名回东北人民大学，但文革结束后，此项改动并不被官方认可。                                       |
| 宫维桢 | 吉林大学     | 1974年12月 | 1975年11月 | 党委书记             | |
| 杨国风 | 吉林大学     | 1975年12月 | 1978年7月  | 党委书记兼革委会主任 | |
| 胡绍祖 | 吉林大学     | 1978年7月  | 1984年2月  | 党委书记             | |
| 唐敖庆 | 吉林大学     | 1978年7月  | 1986年1月  | 校长                 | |
| 温希凡 | 吉林大学     | 1984年2月  | 1987年12月 | 党委书记             | |
| 伍卓群 | 吉林大学     | 1986年1月  | 1995年12月 | 校长                 | |
| 胡德宝 | 吉林大学     | 1988年3月  | 1989年10月 | 党委书记             | |
| 樊万清 | 吉林大学     | 1989年10月 | 1993年9月  | 党委书记             | |
| 刘中树 | 吉林大学     | 1993年4月  | 1995年12月 | 党委书记             | |
| 刘中树 | 吉林大学     | 1995年12月 | 2002年12月 | 校长                 | |
| 王文金 | 吉林大学     | 1995年12月 | 2000年6月  | 党委书记             | |
| 吴博达 | 吉林大学     | 2000年6月  | 2002年12月 | 党委书记             | |
| 吴博达 | 吉林大学     | 2002年12月 | 2004年7月  | 校长                 | 后调任教育部学位与研究生教育发展中心主任                                                                             |
| 张文显 | 吉林大学     | 2002年12月 | 2008年3月  | 党委书记             | |
| 周其凤 | 吉林大学     | 2004年7月  | 2008年11月 | 校长                 | 后调任北京大学校长                                                                                                   |
| 陈德文 | 吉林大学     | 2008年3月  | 2014年11月 | 党委书记             | |
| 展涛   | 吉林大学     | 2008年11月 | 2011年3月  | 校长                 | 原山东大学校长 后调任教育部教育管理信息中心主任                                                                      |
| 李元元 | 吉林大学     | 2011年9月  | 2018年10月 | 校长                 | 原华南理工大学校长 后调任华中科技大学校长                                                                            |
| 杨振斌 | 吉林大学     | 2014年11月 | 2020年3月  | 党委书记             | 原厦门大学党委书记 后调任上海交通大学党委书记                                                                        |
| 张希   | 吉林大学     | 2018年12月 |            | 校长                 | |
| 姜治莹 | 吉林大学     | 2020年3月  | 2025年3月  | 党委书记             | |
| 田辉   | 吉林大学     | 2025年3月  |            | 党委书记             | 原中国海洋大学党委书记                                                                                               |

## 参看
- 各學校諾貝爾獎得主列表
- 中华人民共和国教育部直属高等学校列表、211工程、985工程
- 国家重点学科、中华人民共和国国家重点实验室列表
- 基础学科拔尖学生培养试验计划